# Taghaza
Taghaza (fr. Teghazza, Terhazza) – średniowieczne miasto na pustyni Erg Szasz, obecnie stanowisko archeologiczne w północnym Mali.
Taghaza została założona przez plemiona Berberów między VIII a X wiekiem jako ośrodek wydobycia soli kamiennej. Sól była wówczas ważnym towarem, który wymieniano na złoto z ośrodków cywilizacji afrykańskiej nad Nigrem (Imperium Ghany, Imperium Mali, państwo Songhaj).
Ze względu na szczególne znaczenie gospodarcze soli (w strefie Sahelu używano jej do zaopatrywania bydła w niezbędne mikroelementy) w XV wieku Taghazę zajęło państwo Songhaj. U szczytu swojego rozwoju Taghaza była jednym z najważniejszych przystanków na trasie karawan łączących Sudan Zachodni z wybrzeżem Morza Śródziemnego.
Już jednak pod koniec XVI wieku doszło do konfliktu z Marokiem i Taghazę zbrojnie odbił saadycki sułtan Ahmad I al-Mansur. Songhajowie otworzyli wówczas nowe kopalnie w położonym dalej na południe Taoudenni. Wkrótce jednak dalsze podboje marokańskiego sułtana przyczyniły się do upadku państwa Songhaj, co miało także destrukcyjny wpływ na transsaharyjski handel w tym regionie. Na pierwszy plan wysunęły się wówczas szlaki handlowe łączące Trypolis z państwem Kanem-Bornu w okolicach jeziora Czad, a kopalnie w Taghazie straciły na znaczeniu. Okoliczne tereny nie nadawały się pod uprawę, dlatego osadę ostatecznie opuszczono.